# Piptadenia boliviana
Piptadenia boliviana  es una especie de planta con flor leguminosa en la subfamilia de las Mimosoideae.

## Taxonomía
Piptadenia boliviana fue descrita por George Bentham y publicado en Transactions of the Linnean Society of London 30(3): 370. 1875.